# ハインリヒ・クニル

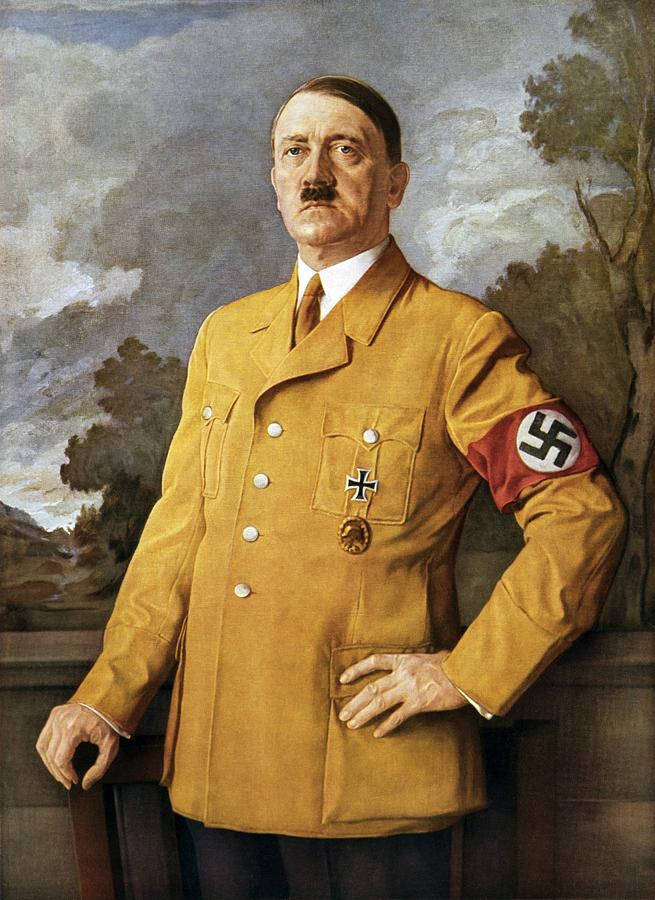
『アドルフ・ヒトラー』 (1937)

ハインリヒ・クニル（Heinrich Knirr、1862年9月2日 - 1944年5月26日）は、主にドイツで活動した画家である。

## 略歴
当時はオーストリア帝国領であった、現在のセルビアのヴォイヴォディナで生まれた。ウィーン美術アカデミーで、クリスティアン・グリーペンケールやカール・ヴュルツィンガーに学んだ後、ミュンヘン美術院でガブリエル・ハックルやルートヴィヒ・レフツに学んだ。
1888年にミュンヘンに、個人で美術塾を開き、ヨーロッパでも評判の美術教師になり、パウル・クレーやルドルフ・レヴィ、エルンスト・オップラー、エミール・オルリックらの画家たちがクニルの塾で学んだ。1898年から1910年の間はミュンヘン美術院でも教えた。
1914年に第一次世界大戦が始まると教えるのを止めて、バイエルンのシュタルンベルク(Starnberg)に住居を移した。ミュンヘン分離派とウィーン分離派のメンバーであり、ドイツ画家協会（Deutscher Künstlerbund）の会員であった。
子供を描いた人物画や風俗画、静物画を描き風景画も描いたが、クニルの作品で有名なものはアドルフ・ヒトラーを描いた肖像画である。
ナチスが権力を掌握した時代にクニルは画家として重用された。1937年にミュンヘンのハウス・デア・クンストで開かれた第1回、「大ドイツ芸術展」(Große Deutsche Kunstausstellung)にヒトラーの肖像を出展した。国家社会主義ドイツ労働者党美術展（NS-Kunstausstellungen)には14点の作品を出展し、ヒトラーの運転手、ユリウス・シュレックやヒトラーの母親クララの没後肖像画も描いてヒトラーに購入された。1942年にアドルフ・ヒトラーが創設した芸術・科学で偉大な功績を残した人物に与えられるとしたゲーテ・メダルを受賞した。